# Sammuramat

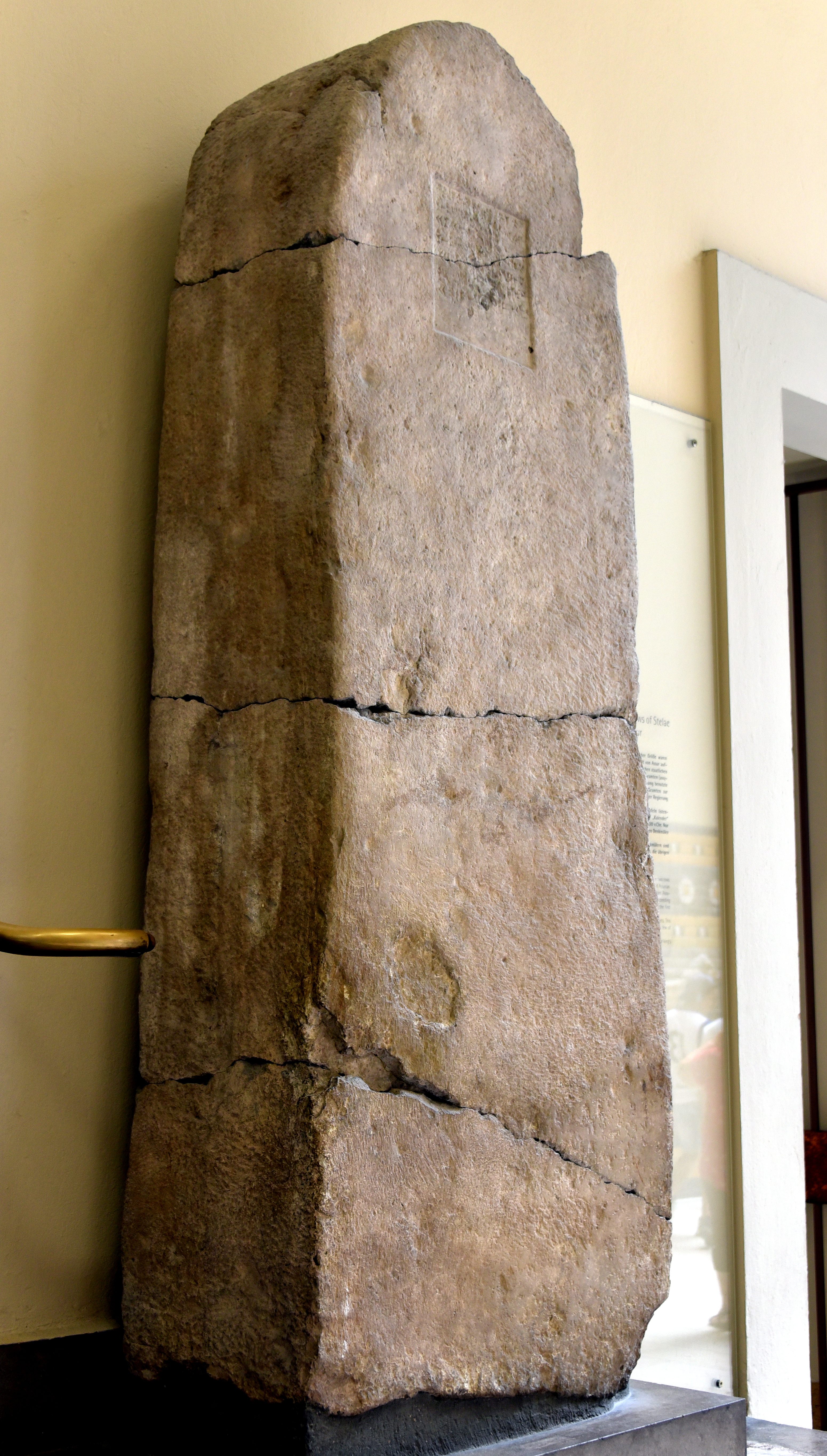
La inscripción cuneiforme en la parte superior de la estela afirma que Shammuramat (Sammurāmat o Sammuramāt) es la esposa (y las mujeres del palacio) de Shamshi-Adad V, rey de todos, rey de Ashur; la madre de Adad-Nirari III, rey de todos, rey de Ashur; y la nuera de Salmanasar III, rey de los cuatro rincones del mundo. De las filas de estelas (Stelenreihen) en Assur (Ashur), Irak. Período neoasirio, alrededor del 809 a. C. En exposición en el Museo de Pérgamo, Berlín, Alemania.

Sammuramat o Sammu-ramat fue una reina de Asiria, identificada por algunos con la mítica deidad Semíramis (Σεμίραμις). Fue esposa de Shamshi-Adad V y regente de su hijo Adad-nirari III. Habría gobernado, según algunas cronologías, del 811 al 808 a. C. y según otras del 809 al 792 a. C..
La huella de Sammuramat se encontró en Assur; también le hace referencia una inscripción en Calaj (Nimrud), donde se dice que a la muerte de su marido gobernó hasta la subida al poder de su hijo. A la mítica Semíramis se le atribuyen conocimientos de botánica y el desarrollo de los jardines de Babilonia, pero en lo que respecta a la reina Sammuramat, no hay constancia alguna de que fuese así.